# Bodging
L'expression anglaise bodging ou chair-bodgering  ) désigne un métier traditionnel de tournage sur bois, utilisant du bois vert (non séché) pour fabriquer des pieds de chaise et autres parties cylindriques de chaises. Le travail était effectué près de l'aire d'abattage de l'arbre. L'artisan itinérant qui fabriquait les pieds de chaise était connu sous le nom de bodgers ou chair bodgers. 

## Histoire
Le terme était autrefois commun dans la ville de High Wycombe dans le Buckinghamshire, en Angleterre,  réputée pour sa fabrication de meubles. Les bodgers étaient des  tourneurs sur bois hautement qualifiés itinérants, qui ont travaillé dans les bois de hêtres des collines de Chiltern. Le terme de même que le commerce se sont également étendus à l'Irlande et à l'Écosse . 
Le terme a toujours été confiné à High Wycombe jusqu'à la récente relance (après 1980) du tour à perche (pole lathe), de nombreux fabricants de chaises du pays se faisant désormais appeler « bodgers ». Des chaises ont été fabriquées et des pièces tournées dans toutes les régions du Royaume-Uni avant la production semi-industrielle de High Wycombe. Aussi enregistrée en tant que English Regional Chair de Cotton. 
Les bodgers ont également vendu les chutes sous forme de petit-bois ou de paniers tissés exceptionnellement durables. 
Les chair bodgers étaient l'un des trois types d'artisans associés à la fabrication des  sièges Windsor traditionnels. Parmi les autres artisans impliqués dans la construction d'un siège Windsor, l'un était benchman (littéralement l'homme de banc) qui travaillait dans un petit atelier de ville ou de village et produisait les sièges, les dosserets et autres pièces sciées. Le dernier artisan impliqué était le framer qui prenait les composants produits par le bodger et le benchman et assemblait et finissait la chaise. 
Au début du XXe siècle, il y avait environ 30 chair bodgers organisés autour et à proximité du commerce de meubles de High Wycombe. Bien qu'il y ait eu une grande camaraderie et des liens de parenté parmi cette communauté proche, un œil professionnel prévalait sur ce que faisaient les uns et les autres. Le plus important pour le bodger était de savoir quelle entreprise fournissait ses concurrents et à quel prix. Le livre de comptes pour 1908 du bodger Samuel Rockall  montre qu'il recevait 19 shillings (0,95 £) pour un gross (144 unités) de jambes simples, y compris les stretchers. Avec trois stretchers pour un ensemble de quatre jambes, on arrivait à 242 tournages au total,. 
Un autre source déclare : « a bodger worked ten hours a day, six concurrent days a week, in all weathers, only earning thirty shillings a week » (360 pence = £ 1.10s.- )  ,
Le taux de production était étonnamment élevé. Ronald Goodearl, qui a photographié deux des derniers bodgers professionnels, Alec et Owen Dean, à la fin des années 1940, les cite: « each man would turn out 144 parts per day (one gross) including legs and stretchers- this would include cutting up the green wood, and turning it into blanks, then turning it » .

## Étymologie
With this, we charged again: but, out, alas!

We bodged again; as I have seen a swan

With bootless labour swim against the tide

And spend her strength with over-matching waves.
— Shakespeare - Henry VI, part 3, Act 1, Scene 4

Les origines du terme sont obscures. Il n'y a pas d'étymologie connue du terme moderne bodger qui se réfère aux travailleurs du bois qualifiés. Il apparaît d'abord c. 1910 , et ne s'applique qu'à quelques dizaines de tourneurs autour de High Wycombe, Buckinghamshire. L'Oxford English Dictionary, Supplement de 1972 a deux définitions de bodger, l'une est celle d'un mot du dialecte local au Buckinghamshire, pour un chaise leg turner. L'autre est celle issue de l'argot australien, pour une mauvaise exécution.  L'étymologie de bodger et de botcher (mauvaise exécution) est datée de Shakespeare, et désormais les deux termes sont synonymes.  
Dans le dictionnaire de Samuel Johnson de la langue anglaise publié en 1766, l'utilisation shakespearienne du mot «bodged» signifie «boggle». Selon Johnson "boggle" est un autre mot pour « hésiter ». 
D'autres définitions du mot bodge tirées du "The encyclopædic dictionary" de Robert Hunter (en) suggèrent qu'il pourrait également s'agir d'une corruption de botch, signifiant "patch". ou une mesure de capacité équivalente à un demi-peck - égale à un gallon impérial. 
Il existe une hypothèse selon laquelle les bodges, définis comme des sacs de maïs bruts, ressemblaient étroitement aux colis de produits finis que les bodgers transportaient lorsqu'ils quittaient la forêt ou l'atelier. Une autre hypothèse (datant de 1879) est que bodger est une corruption de blaireau; semblable au comportement d'un blaireau, le bodger habitait dans les bois et émergeait rarement avant le soir. 
D'autres hypothèses sur son origine incluent une origine allemande dans le mot « Böttcher » (tonnelier, un métier qui utilise des outils similaires), et dans ses traductions scandinaves, comme le danois « Bødker ». Ces mots ont des origines similaires au mot anglais « butt », comme dans water butt. 

## Outils

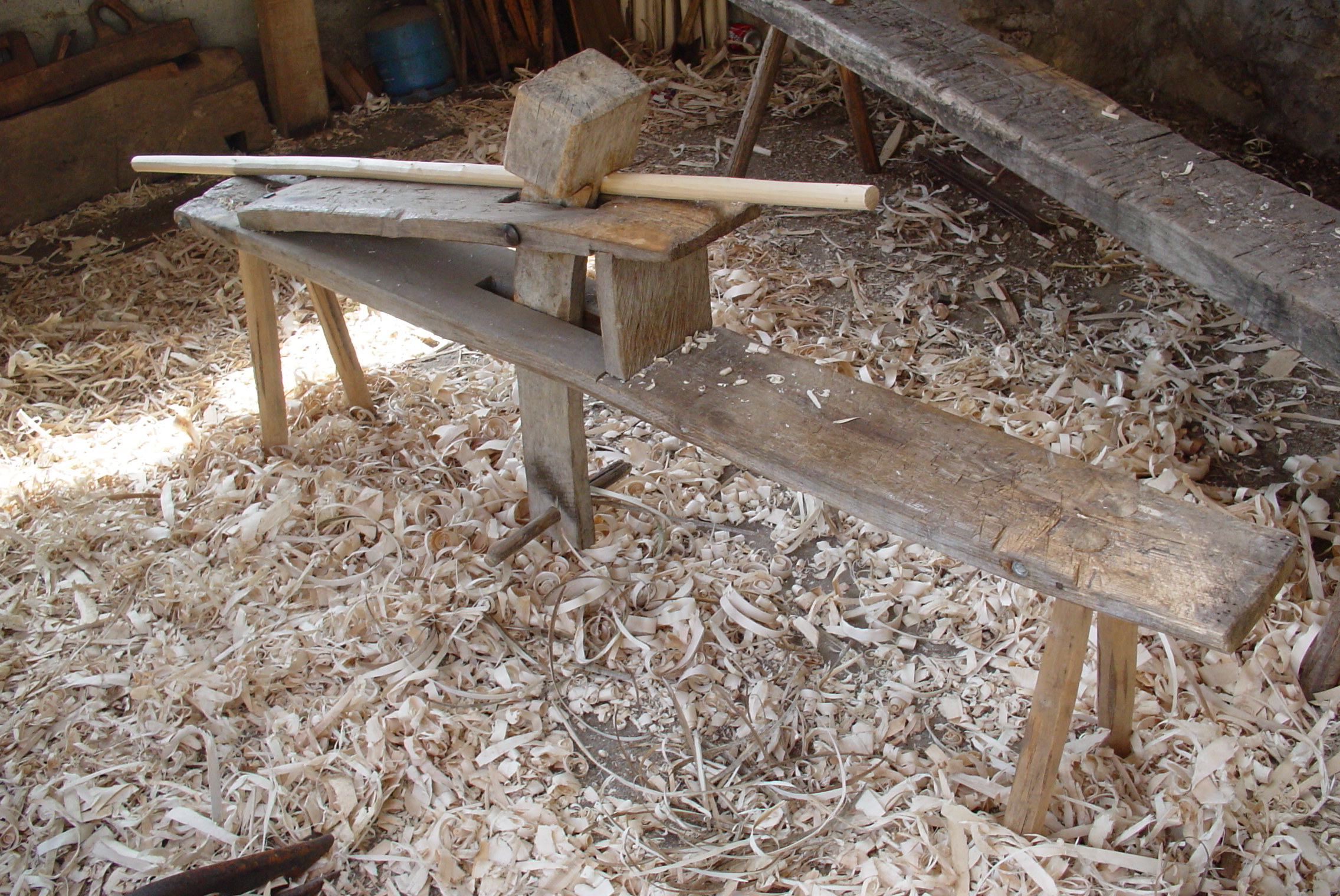
shave horse, un banc d'âne

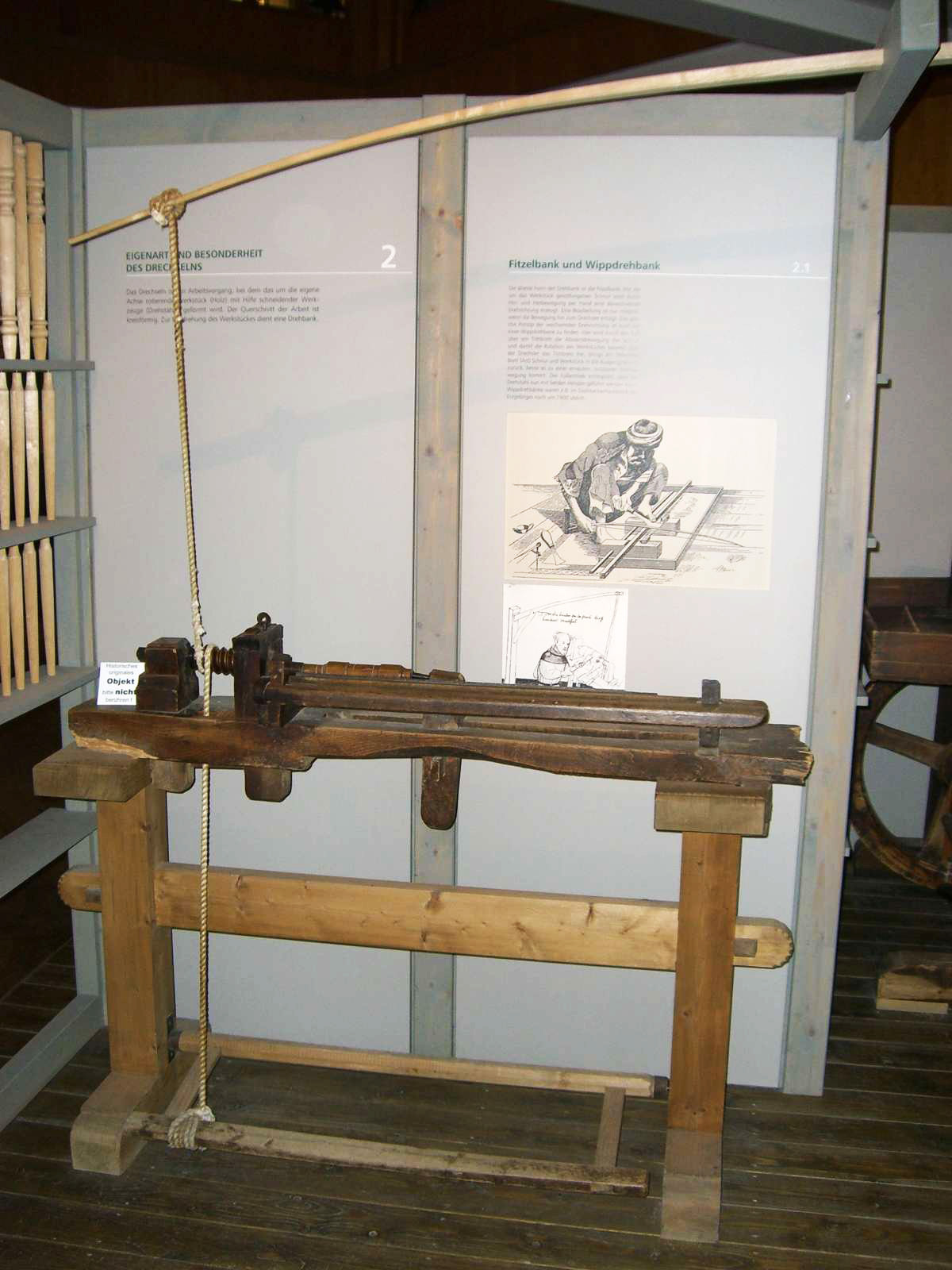
Tour à perche dans un musée à Seiffen, Allemagne.

L'équipement du bodger était si facile à déplacer et à installer qu'il était plus facile d'aller et de travailler dans le bois que de le transporter dans un atelier. Les pieds de chaise terminés ont été vendus à des usines de meubles pour être assemblées avec d'autres pièces de chaise fabriquées en atelier. 
Les outils de bodger courants comprennent: 
- le tour à perche (pole lathe) et une variété de ciseaux, et probablement des pierres à aiguiser ou meule pour aiguiser les outils rapidement émoussés
- le wastringue - plane : pour arrondir grossièrement les bille de bois vert, à finir de façon intermédiaire pour le tourneur sur bois.
- chevalet ou cheval de sciage (probablement fabriqué dans la forêt au besoin)
- une scie grossière: pour couper du bois tombé ou fraîchement coupé
- haches et herminettes : pour équarrir le bois en billes grossières
- un banc dâne (shave horse) pour tenir fermement les billes en bois dans l'utilisation de la plane.

## Hébergement

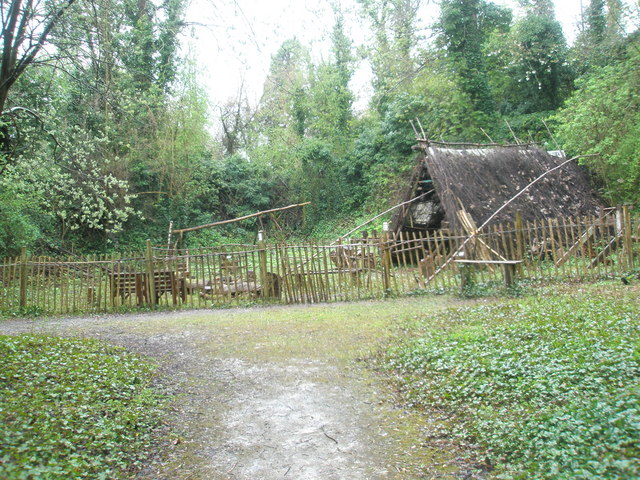
The Bodger's Hut à Amberley Museum & Heritage Centre

Un bodger campait généralement dans les bois ouverts dans un «bodger's hovel » une cabane à appentis simple construite sur le sol constituées de poteaux brêlés ensemble pour former un simple cadre triangulaire pour un toit en chaume étanche. Les "côtés" de l'abri peuvent avoir été enfermés en osier ou en torchis pour empêcher la pluie battante, les animaux, etc, . 

## High Wycombe lathe
« High-Wycombe lathe » est devenu un terme générique couramment utilisé pour décrire tout tour à perche quel que soit l'utilisateur ou l'emplacement, et est resté le tour préféré du bodgers jusque dans les années 1960, lorsque le métier a disparu, au profit des tours industriels des usines de production en série,. 

## Pratiques de travail
Traditionnellement, un bodgerachetait un peuplement d'arbres dans un domaine local, établissait un endroit pour vivre (la cabane du bodger) et travaillait près de l'aire d'abattage des arbres
Après avoir abattu un arbre approprié, le bodger coupait la grume en billettes, environ de la longueur d'un pied de chaise. La billette était ensuite divisée à l'aide d'un coin. À l'aide d'une hache (side-axe), il façonnait grossièrement les pièces de pied de chaise. Le plane (drawknife) permettait d'affiner davantage la forme des pieds. L'étape de finition consistait à tourner le pied avec le tour à perche (le pole lathe était fabriqué sur place). Une fois les pieds ou les entrejambes finis, étant de bois vert, ils nécessitaient un séchage. Les pieds de chaise étaaient stockés en tas jusqu'à ce que le quota (généralement un gross de pieds et les entrejambes requis) soit terminé. Le bodger emmènerait ensuite son travail dans l'un des grands centres de fabrication de chaises. Le plus gros consommateur de l'époque était l'industrie des chaises Windsor de High Wycombe. 
Traditionnellement, deux autres types d'artisans étaient impliqués dans la construction d'une chaise Windsor. Il y avait le benchman (l'homme de banc) qui travaillait dans un atelier et produisait les sièges, les dosserets et autres pièces sciées. Ensuite, il y avait le framer (cadreur) qui prenait les composants produits par le bodger et le benchman. Le framer assemblait et terminait la chaise. Une fois terminées, les chaises étaient vendues à des revendeurs, principalement dans la ville de Windsor, dans le Berkshire, d'où peut-être l'origine du nom «Windsor Chair». 

## Bodgers notables
Samuel Rockall a appris le métier de son oncle, Jimmy Rockall. À l'âge de 61 ans, Samuel était presque le dernier des chair bodgers en vie. La tradition de bogding de Rockall a été saisie dans film peu après sa mort en 1962. Ses deux fils l'ont aidé à reconstruire sa vie professionnelle dans les bois et dans son atelier. Le film couleur a été produit par le fabricant de meubles Parker Knoll (en), et suit le processus complet en utilisant les propres outils et équipements de Sam. Une copie du film est disponible au Wycombe Museum (en).